# Korsakov
Korsakov (ryska Корса́ков) är en stad på Sachalin i Sachalin oblast i Ryssland. Den ligger 42 kilometer söder om Juzjno-Sachalinsk. Folkmängden uppgår till cirka 33 000 invånare.

## Historia
Redan på 1790-talet fanns här ett fiskeläge som hette Kusjunkotan (enligt ryska källor Tamari-Aniva) tillhörigt ainufolket.
I september 1853 lät en rysk expedition hissa den ryska flaggan vid bosättningen och döpa om den till "Fort Muravjovski", efter generalguvernören över Östsibirien, Nikolaj Muravjov-Amurskij. Det fanns vid tiden för övertagandet ungefär 600 innevånare vid Kusjunkotan.
Ryssarna övergav bosättningen i maj 1854, i samband med Krimkriget, men återvände i augusti 1869 och döpte då om staden till "Fort Korsakovski", efter den nye generalguvernören i Östsibirien, Michail Korsakov. 
Efter rysk-japanska kriget 1904-1905 hamnade staden under japansk kontroll liksom resten av södra Sachalin. Ryssarna brände ner staden innan de lämnade över den. Staden fick namnet Ōdomari och växte betydligt i storlek, sedan japanerna byggt upp och elektrifierat den.
Efter andra världskriget övergick Sachalin i sovjetisk ägo. Även denna gång överlämnades en nedbränd stad till segrarna. Staden kom att heta Korsakov.

## Vänorter
Korsakov är vänort med:
- Monbetsu, Japan
- Wakkanai, Japan